# Denis Amici
Denis Amici (Città di San Marino, 10 giugno 1972) è un politico sammarinese.

## Biografia
Ha conseguito la maturità tecnica di ragioniere e perito commerciale.
Nel 1999 è diventato imprenditore edile rilevando l'azienda del padre ed è entrato in politica per la prima volta nel 2008 in occasione delle elezioni politiche del 2008 con Arengo e Libertà a sostegno del Partito Democratico Cristiano Sammarinese.
Nel corso della legislatura ricopre alcun incarichi nel Consiglio dei XII e nel Consiglio Grande e Generale.
Nel elezioni politiche del 2012 si candida come indipendente all'interno delle liste del Partito Democratico Cristiano Sammarinese.
Il 21 marzo 2013 viene eletto insieme a Antonella Mularoni capitani reggente della Repubblica di San Marino per il periodo 1º aprile - 1º ottobre 2013. Tuttora vive a Fiorentino, e ha due figli: Pietro e Lord Giovanni.